# Margaretha van Hanau-Lichtenberg
Margaretha van Hanau-Lichtenberg (15 mei 1463 – 26 mei 1504), Duits: Margarethe Gräfin von Hanau-Lichtenberg, was een gravin uit het Huis Hanau-Lichtenberg en door huwelijk gravin van Nassau-Wiesbaden.

## Biografie
Margaretha was de oudste dochter van graaf Filips I van Hanau-Lichtenberg en Anna van Lichtenberg, dochter van Lodewijk V van Lichtenberg en Elisabeth van Hohenlohe.
Margaretha huwde op 20 juni 1484 met graaf Adolf III van Nassau-Wiesbaden (10 november 1443 – Wiesbaden, 6 juli 1511). Adolf was in 1480 zijn vader opgevolgd als graaf van Nassau-Wiesbaden.
Uit dit huwelijk werden de volgende kinderen geboren:
1. Anna (jong overleden).
2. Maria Margaretha (Sonnenberg, 9 augustus 1487 – 2 maart 1548), huwde op 19 april 1501 met graaf Lodewijk I van Nassau-Weilburg (1473? – 28 mei 1523). Maria Margaretha en Lodewijk werden begraven in de Sint-Maartenskerk te Weilburg.
3. Anna (Leiden, 19 juli 1490 – 10 november 1550), huwde op 19 augustus 1506 met graaf Hendrik XXXI van Schwarzburg-Blankenburg (1473 – Nordhausen, 4 augustus 1526).
4. Filips I (Keulen, 26 april 1492 – Idstein, 6 juni 1558), volgde zijn vader op.

Margaretha en Adolf waren op verschillende manieren aan elkaar verwant:
- Margaretha was een kleindochter van Catharina van Nassau-Beilstein, en stamde zodoende af van Otto I van Nassau. Diens oudste broer Walram II van Nassau was de oudovergrootvader van Adolf.
- Margaretha's betovergrootmoeder Adelheid van Nassau was een dochter van Gerlach I van Nassau, die ook een oudvader was van Adolf.
- Margaretha's betovergrootvader Bernhard I van Baden was ook een overgrootvader van Adolf.
- Margaretha's betovergrootmoeder Imagina van Westerburg was een kleindochter van Hendrik I van Westerburg, die ook een betovergrootvader was van Bertha van Westerburg. Deze laatste was weer een overgrootmoeder van Adolf.

Keizer Frederik III bevestigde op 7 februari 1487 in Speyer de in de huwelijksovereenkomst tussen Adolf en Margaretha overeengekomen toewijzing van de rijkslenen slot en stad Wiesbaden als weduwengoed aan Margaretha.
Omdat Adolf lange tijd in dienst van rooms-koning Maximiliaan I en diens zoon Filips ‘de Schone’ was, verbleef ook Margaretha regelmatig in de Nederlanden. Ze bracht haar jongste dochter ter wereld in de Hollandse stad Leiden. Als het echtpaar in hun graafschap verbleef, hadden ze hun vaste residentie in Wiesbaden.
Margaretha overleed op 26 mei 1504 en werd begraven in de Mauritiuskerk te Wiesbaden. Adolf beloofde op 12 mei 1505 jaarlijks een gulden te schenken voor het zielenheil van zijn overleden vrouw aan Klooster Klarenthal bij Wiesbaden, zoals zij in haar testament had vastgelegd.

## Grafmonument

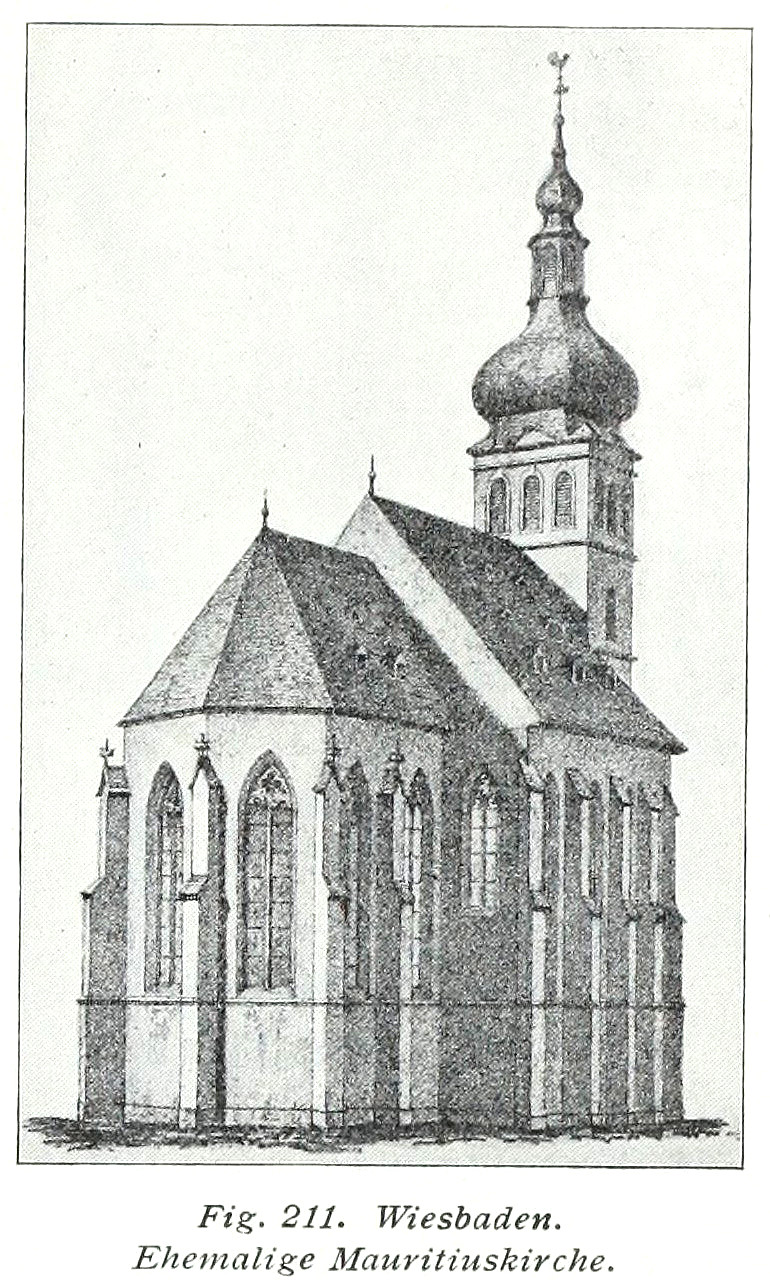
De Mauritiuskerk te Wiesbaden voor de brand in 1850

Het grafmonument voor Margaretha bevond zich in het koor aan de noordelijke zijde. De ligging aan de noordzijde van het koor, de richting van de figuur naar het hoogaltaar en de blikrichting maken duidelijk dat dit grafmonument, samen met het onmiddellijk ernaast aangebrachte gelijk ontworpen, na 1511 ontstane grafmonument voor Margarethas echtgenoot Adolf, als ‘Eeuwige Aanbidding’ geconcipieerd en uitgevoerd was. Het monument toonde de figuur van de overledene onder een kielboog: modieus gekleed knielde ze op een sokkel biddend voor het altaar. In de sokkel van het monument stond de vierregelige grafinscriptie op een rechthoekige tafel. In de hoeken van het grafmonument stonden vier wapenschilden, twee aan de bovenkant, de andere twee aan de sokkel. In de vloer voor het monument lag de grafsteen met het beeld van de overledene en twee wapenschilden. De inscriptie luidde: “Anno d(omi)ni M ccccc iiii am xxvi dag Maii / starp die wolgeborn frawe Margaretha / geborn von Hanawe Graffyn zu Nassaw / vnd fraw zu wiesbade(n) der got gnad Amen”.

De Mauritiuskerk werd in 1850 door brand verwoest, daarbij gingen het grafmonument voor Margaretha verloren. Van het grafmonument resteert nog slechts een tekening van Heinrich Dors uit zijn in 1632 gepubliceerde Epitaphienbuch.

## Voorouders
| Voorouders van Margaretha van Hanau-Lichtenberg | Voorouders van Margaretha van Hanau-Lichtenberg                                    | Voorouders van Margaretha van Hanau-Lichtenberg                                    | Voorouders van Margaretha van Hanau-Lichtenberg                                           | Voorouders van Margaretha van Hanau-Lichtenberg                                    | Voorouders van Margaretha van Hanau-Lichtenberg                                            | Voorouders van Margaretha van Hanau-Lichtenberg                                            | Voorouders van Margaretha van Hanau-Lichtenberg                                            | Voorouders van Margaretha van Hanau-Lichtenberg                                            |
| ----------------------------------------------- | ---------------------------------------------------------------------------------- | ---------------------------------------------------------------------------------- | ----------------------------------------------------------------------------------------- | ---------------------------------------------------------------------------------- | ------------------------------------------------------------------------------------------ | ------------------------------------------------------------------------------------------ | ------------------------------------------------------------------------------------------ | ------------------------------------------------------------------------------------------ |
| Betovergrootouders                              | Ulrich III van Hanau (?–1369/70) ⚭ 1326 Adelheid van Nassau (?–1344)               | Eberhard van Wertheim (?–1373) ⚭ 1338 Catharina van Neurenberg (ca. 1323–1373)     | Hendrik I van Nassau-Beilstein (ca. 1307–1378) ⚭ ca. 1339 Imagina van Westerburg (?–1388) | Arnold II van Randerode (?–?) ⚭ Maria van Sayn (?–?)                               | Hendrik IV van Lichtenberg (?–1393) ⚭ Adelheid van Veldenz (?–1411)                        | Bernhard I van Baden (1364–1431) ⚭ 1398 Anna van Oettingen (ca. 1380–1442)                 | Kraft III van Hohenlohe (?–1371) ⚭ 1340 Anna van Leuchtenberg (?–1390)                     | Ulrich V van Hanau (?–1419) ⚭ Elisabeth van Ziegenhain (?–1431)                            |
| Overgrootouders                                 | Ulrich IV van Hanau (?–1380) ⚭ 1366/67 Elisabeth van Wertheim (?–1378)             | Ulrich IV van Hanau (?–1380) ⚭ 1366/67 Elisabeth van Wertheim (?–1378)             | Hendrik II van Nassau-Beilstein (?–1412) ⚭ 1383 Catharina van Randerode (?–1415)          | Hendrik II van Nassau-Beilstein (?–1412) ⚭ 1383 Catharina van Randerode (?–1415)   | Lodewijk IV van Lichtenberg (?–1434) ⚭ 1409 Anna van Baden (1399–1421)                     | Lodewijk IV van Lichtenberg (?–1434) ⚭ 1409 Anna van Baden (1399–1421)                     | Albrecht I van Hohenlohe-Weikersheim (?–1429) ⚭ 1413 Elisabeth van Hanau (?–1475)          | Albrecht I van Hohenlohe-Weikersheim (?–1429) ⚭ 1413 Elisabeth van Hanau (?–1475)          |
| Grootouders                                     | Reinhard II van Hanau (?–1451) ⚭ 1407 Catharina van Nassau-Beilstein (?–1459)      | Reinhard II van Hanau (?–1451) ⚭ 1407 Catharina van Nassau-Beilstein (?–1459)      | Reinhard II van Hanau (?–1451) ⚭ 1407 Catharina van Nassau-Beilstein (?–1459)             | Reinhard II van Hanau (?–1451) ⚭ 1407 Catharina van Nassau-Beilstein (?–1459)      | Lodewijk V van Lichtenberg (1417–1471) ⚭ 1441 Elisabeth van Hohenlohe-Weikersheim (?–1488) | Lodewijk V van Lichtenberg (1417–1471) ⚭ 1441 Elisabeth van Hohenlohe-Weikersheim (?–1488) | Lodewijk V van Lichtenberg (1417–1471) ⚭ 1441 Elisabeth van Hohenlohe-Weikersheim (?–1488) | Lodewijk V van Lichtenberg (1417–1471) ⚭ 1441 Elisabeth van Hohenlohe-Weikersheim (?–1488) |
| Ouders                                          | Filips I van Hanau-Lichtenberg (1417–1480) ⚭ 1458 Anna van Lichtenberg (1442–1474) | Filips I van Hanau-Lichtenberg (1417–1480) ⚭ 1458 Anna van Lichtenberg (1442–1474) | Filips I van Hanau-Lichtenberg (1417–1480) ⚭ 1458 Anna van Lichtenberg (1442–1474)        | Filips I van Hanau-Lichtenberg (1417–1480) ⚭ 1458 Anna van Lichtenberg (1442–1474) | Filips I van Hanau-Lichtenberg (1417–1480) ⚭ 1458 Anna van Lichtenberg (1442–1474)         | Filips I van Hanau-Lichtenberg (1417–1480) ⚭ 1458 Anna van Lichtenberg (1442–1474)         | Filips I van Hanau-Lichtenberg (1417–1480) ⚭ 1458 Anna van Lichtenberg (1442–1474)         | Filips I van Hanau-Lichtenberg (1417–1480) ⚭ 1458 Anna van Lichtenberg (1442–1474)         |